# Esquirol volador de Temminck
L'esquirol volador de Temminck (Petinomys setosus) és una espècie de rosegador de la família dels esciúrids. Viu a Brunei, Indonèsia, Malàisia, Myanmar i Tailàndia. Es tracta d'un animal nocturn i arborícola. El seu hàbitat natural són els boscos caducifolis. Està amenaçat per la destrucció del seu entorn per la tala d'arbres i l'expansió de l'agricultura.